# Котов Григорій Петрович
Григорій Петрович Котов (21 жовтня 1902 — 7 листопада 1944) — радянський воєначальник, генерал-лейтенант, у роки Великої Вітчизняної війни командував 163-ю стрілецькою дивізією, 6-м гвардійським стрілецьким корпусом, 44-ю армією.

## Біографія
Григорій Петрович Котов народився 21 жовтня 1902 року в селі Хавертово Рязанської області.
У Червоній Армії з 1919 року. Учасник Громадянської війни в Росії. У 1920 році воював у Криму, був поранений. Член ВКП(б) з 1919 року.
Закінчивши в 1921 році Московські кулеметні курси, в 1927 роки — повторні курси начскладу, а в 1936 році — Військову академію імені М. В. Фрунзе, пройшов шлях від червоноармійця до начальника оперативного відділу штабу Далекосхідного фронту.
У 1938 році нагороджений медаллю «20 років РСЧА».
Учасник бойових дій на р. Халхин-Гол. У 1939 році нагороджений орденом Червоної Зірки.
На посаді начальника штабу 8-ї армії брав участь у Радянсько-фінській війні 1939—1940 рр. Нагороджений орденом Червоного Прапора.
З березня 1941 року викладач тактики Військової академії імені М. В. Фрунзе.
З початком Великої Вітчизняної війни в тій же посаді. У серпні 1941 року призначений командиром 163-ї стрілецької дивізії. Дивізія у складі 34-ї армії Північно-Західного фронту брала участь в оборонних боях у районі м. Стара Русса.
З лютого 1942 року начальник штабу 51-ї армії. З травня по вересень 1942 командувач 47-ю армією. 7 вересня 1942 знятий з посади за невдалу оборону м. Новоросійська. У жовтні 1942 року генерал-майор Котов призначений виконуючим обов'язки командувача 44-ю армією. Під його керівництвом війська армії вели запеклі оборонні бої на рубежі від гирла р. Терек до м. Гудермеса, а потім завдали контрудар і відтіснили противника в район на північ від Моздока.
З січня 1943 року заступник командувача 58-ю армією, з квітня — заступник командувача 46-ю армією.
1 квітня 1943 нагороджений орденом Червоного Прапора за правильне розуміння бойової обстановки, керівництво військами з виїздом у частині та особисту мужність.
У 1943 році нагороджений орденом Суворова 2-го ступеня.
У грудні 1943 року Г. П. Котов призначений командиром 6-го гвардійського стрілецького корпусу. На цій посаді керував військами в Нікопольско-Криворізької, Березнегувато-Снігурівської, Одеської, Яссько-Кишинівській наступальних операціях.
Указом Президії ВР СРСР від 19.03.1944 року нагороджений орденом Богдана Хмельницького 2-го ступеня за вмілу організацію взаємодії піхоти і засобів посилення, за наполегливе переслідування відступаючого противника, що дало можливість опанувати великим промисловим центром УРСР — м. Кривим Рогом.
13 вересня 1944 року М. П. Котову присвоєно військове звання «генерал-лейтенант».
Указом Президії Верховної Ради СРСР від 1944 нагороджений орденом Кутузова 2-го ступеня за вихід до румунського кордону, захоплення 15 900 полонених і знищення понад 14 тисяч солдатів противника в боях з 20 по 31 серпня 1944 року.
7 листопада 1944 року в районі югославського міста Ниш під час помилкової атаки американської авіації на радянську автоколону загинув. Посмертно нагороджений орденом Вітчизняної війни 1-го ступеня. Був похований на площі Жовтневої революції в Одесі, в 1960-х роках останки перепоховані на Алеї Слави в Одесі.